# تاماس هورفاث (لاعب كرة قدم)
تاماس هورفاث (بالمجرية: Horváth Tamás)‏ (4 مارس 1983 في المجر - ) هو لاعب كرة قدم مجري في مركز الدفاع. لعب مع نادي أويبست ونادي بكسكابا 1912 إلوره وRákospalotai EAC ‏.

## وصلات خارجية
- تاماس هورفاث (لاعب كرة قدم) على موقع Soccerway.com (الإنجليزية)